# Caccia e Pesca
Caccia e Pesca — итальянский спутниковый телеканал производства телекомпании Digicast. Основная тематика канала — охота и рыбалка.
Канал посвящён всем любителям природы и традиций: искусству охоты и рыбалки, итальянской сельской жизни. Программы затрагивают и реалии других стран. Ежедневно в эфире канала не только документальные фильмы, но и обзоры спортивных мероприятий и выставок, посвящённых охотничье-рыболовной тематике.
На март 2009 года количество подписанных абонентов канала составляло 113 000.
Канал «Caccia e Pesca» входит в базовый пакет Sky (канал 235 и 236) наравне с каналами «Lei» («Она» канал 125) и «Yacht and Sail» (канал 214 «Яхты и паруса»).